# إيميثانكس
إيميثانكس «ميثانكس المصرية لإنتاج الميثانول» (بالإنجليزية: .Emethanex - Egyptian methanex Co)‏ هي إحدى شركات قطاع البترول المصري, والتي تأسست وفقا لأحكام قانون ضمانات وحوافز الإستــثمار رقم 8 لسنة 1997 كشركة مساهمة مصرية بإستثمارات تصل إلى 1020 مليون دولار أمريكي
ويقع مقر الشركة الرئيسي بالمعادي بالقاهرة بينما يقع مصنع الشركة ومرافقه في مدينة دمياط

## نشاط الشركة
تقوم الشركة بإنتاج ما يقرب من 1.3 مليون طن من الميثانول سنويا، لتحقيق اكتفاء السوق المحلي وتصدير الفائض للخارج

## المساهمين
يساهم في رأسمال الشركة كل من:-
- ميثانكس : 60%
- ايكم - المصرية القابضة للبتروكيماويات : 12%
- ايجاس - المصرية القابضة للغازات الطبيعية : 12%
- جاسكو - المصرية للغازات الطبيعية : 9%
- أبيكورب - العربية للإستثمارات البترولية : 7%